# Pokrvenik (Raška)
Pour les articles homonymes, voir Pokrvenik.
Pokrvenik (en serbe cyrillique : Покрвеник) est un village de Serbie situé dans la municipalité de Raška, district de Raška. Au recensement de 2011, il ne comptait aucun habitant.

## Démographie
| 1948 | 1953 | 1961 | 1971 | 1981 | 1991 | 2002 | 2011 |
| ---- | ---- | ---- | ---- | ---- | ---- | ---- | ---- |
| 196  | 196  | 206  | 151  | 90   | 31   | 11   | 0    |

|  |